# The Cricket on the Hearth (1909)
The Cricket on the Hearth é um filme mudo norte-americano de 1909 em curta-metragem, do gênero drama, dirigido por D. W. Griffith, baseado no romance de mesmo nome por Charles Dickens. O filme foi produzido e distribuído por Biograph Company.